# عثمان بن سعيد الدارمي
الْإِمَامُ الْحَافِظُ أَبُو سَعِيدٍ عُثْمَانُ بْنُ سَعِيدٍ الدَّارِمِيُّ التَّمِيمِيُّ السِّجِسْتَانِيُّ، أحد أئمة أهل السنة والجماعة وعلمائهم وأحد رواة الحديث النبوي.

## نسبه وولادته
هو عُثْمَانُ بْنُ سَعِيدٍ بْنِ خَالِدٍ بْنِ سَعِيدٍ: الإِمَامُ، العَلَّامَةُ، الحَافِظُ، النَّاقِدُ، شَيْخُ تِلْكَ الدِّيَارِ، أَبُو سَعِيدٍ، التَّمِيمِيُّ، الدَّارِمِيُّ، السِّجِسْتَانِيُّ.
ولد الدارمي بمدينة هراة بخراسان قبل عام 200 هجرياً بيسير، وقد تلقى الدارمي العلوم الشرعية منذ صباه، وطوف الأقاليم في طلب الحديث.

## سيرة
ولد قبل سنة 200 هـ بفترة يسيرة، وتلقى علوم اللغة العربية على يد ابن الاعرابي (شيخ اللغويين والنحاة)، وعلم الفقه على المذهب الشافعي على يد أبي يعقوب البويطي، وعلم الحديث النبوي على يد يحيى بن معين وعلي بن المديني وأحمد بن حنبل وتقدم في هذه العلوم، وصار في كل منها إماماً. كما كان من أشهر رواة المسائل عن يحيى بن معين في علم الرجال
اشتهر بكثرة أسفاره، وسمع من علماء الحجاز والشام (مثل هشام بن عمار) ومصر (مثل نعيم بن حماد) والعراق وشبه الجزيرة العربية وبلاد العجم.
قال عنه ابن حبان في كتابه الثقات: «إمام من أئمة الدنيا»، وروى له ابن حبان حديثاً في صحيحه، كما روى عنه أبو عبد الله الحاكم النيسابوري في «المستدرك على الصحيحين» والبيهقي في سننه العديد من الأحاديث.
وهو غير مصنف كتاب «المسند الكبير» (المعروف بمسند الدارمي) فمصنف المسند هو أبو محمد عبد الله بن عبد الرحمن التميمي الدارمي السمرقندي توفي في 255 هـ، أما عثمان بن سعيد فقد صنف كتاباً في الرد على بشر المريسي اسمه نقض عثمان بن سعيد على المريسي الجهمي العنيد فيما افترى على الله في التوحيد، والمشهور باسم «النقض على المريسي» أو «نقض الدارمي»، كما صنف كتاب الرد على الجهمية، للرد على تلك الفرقة المعروفة، وله أيضا كتاب المسند المعروف بالمسند الكبير للإمام عثمان بن سعيد الدارمي، وقد ذكره من ترجم له وقال الحافظ الذهبي في ترجمته له في سير أعلام النبلاء: «صاحب المسند الكبير والتصانيف».
اشتهر بشدته على أهل البدع -بحسب عقيدة أهل السنة والجماعة-، حتى قال عنه الحافظ الذهبي: «كان عثمان الدارمي جذعاً في أعين المبتدعة». فعرف بشدته على الجهمية، وصنف كتابان في الرد عليهما، هما «النقض على المريسي» و«الرد على الجهمية». كما عرف بشدته على الكرامية، فهو الذي قام وأنكر عليهم حتى طرد محمد بن كرام السجستاني -رأس الكرامية- من مدينة هراة.
ومن نوادره وطرائفه أن ابن عبدوس الطرائفي قال: «لما أردت الخروج إلى عثمان بن سعيد -يعني إلى هراة- أتيت ابن خزيمة، فسألته ان يكتب لي اليه، فكتب إليه، فدخلت هراة في ربيع الأول سنة 280 هـ، فأوصلته الكتاب فقرأه ورحب بي وسأل عن ابن خزيمة، ثم قال: يا فتى متى قدمت؟ قلت: غداً، قال: يا بني فارجع اليوم، فإنك لم تقدم بعد حتى تقدم غداً».

## شيوخه
أخذ الفقه عن أبي يعقوب البويطي، والعربية عن ابن الأعرابي.
وأخذ الحديث عن: أحمد، وإسحاق، وعلي ابن المديني، ويحيى بن معين، ولقي الكبار وبرع في العلوم وطرق الآفاق، وسمع الحديث بحمص: من أبي اليمان، ويحيى بن الوحاظي، وحيوة بن شريح وغيرهم، وبدمشق: من خطيبها هشام بن عمار، وحماد بن مالك الخرساني وطائفة، وبمصر: من سعيد بن أبي مريم، وعبد الغفار بن داود، ونعيم بن حماد وطائفة، وبالعراق: من سليمان بن حرب، وموسى بن إسماعيل التبوذكي وخلق، وعنه: أحمد بن محمد بن الأزهر، وأبو عمرو أحمد بن محمد الحيري، وأحمد بن محمد بن عبدوس الطرائفي، وأبو النضر محمد بن محمد الطوسي الفقيه، ومحمد بن يوسف الهروي نزيل دمشق وجماعة.

## وفاته
توفي في شهر ذي الحجة سنة 280 هـ.